# Charles Lagier
 (octobre 2017).
Si vous disposez d'ouvrages ou d'articles de référence ou si vous connaissez des sites web de qualité traitant du thème abordé ici, merci de compléter l'article en donnant les références utiles à sa vérifiabilité et en les liant à la section « Notes et références ».
Charles Martin Lagier, né le 11 novembre 1868 à Saint-Siméon-de-Bressieux (Isère), dans une fratrie de six enfants dont trois deviennent prêtres, et mort le 31 janvier 1958 à Paris, est un prêtre français du diocèse de Grenoble, directeur général de L'Œuvre des Écoles d'Orient du 22 juillet 1921 au 31 janvier 1958.

## Biographie
Charles Martin Lagier est né dans une fratrie de six enfants dont trois deviennent prêtres.

### Formation
Charles Lagier est élève au séminaire de Romans avant d'être accueilli au séminaire de Montpellier puis d’aller achever ses études au Séminaire français de Rome.
Il est ordonné prêtre en 1893. Il revient à Grenoble où il est nommé vicaire à Villeurbanne et 4 ans après à Saint-Bruno de Voiron. C’est à ce poste qu’il devait rencontrer Félix Charmetant pour accepter plus tard de devenir son collaborateur le 27 décembre 1899.

## L'Œuvre d’Orient
Charles Lagier est arrivé à L'Œuvre des Écoles d'Orient pour devenir le 1er collaborateur du directeur, Félix Charmetant le 27 décembre 1899.
En 1902 il est nommé sous-directeur de L'Œuvre des Écoles d'Orient, membre du conseil central de L’Œuvre des Écoles d’Orient.
Il est nommé directeur général de l’Œuvre, le 22 juillet 1921.
À son arrivée, les associés de l’Œuvre étaient au nombre de dix mille. Il la quitte en ayant multiplié par 30 ce nombre.
Il accorda une importance accrue à la rédaction du Bulletin dont le nombre d’exemplaires ne cesse d’augmenter pendant la période de sa direction de L’Œuvre d’Orient.
Le nom de l'association change en juin 1931[pourquoi ?] puisque les mots "des Écoles" ne figureront plus dans son intitulé pour s'appeler dorénavant "L’Œuvre d’Orient". Il[Qui ?] présente le premier volume de son livre « L’Orient Chrétien », en 1935, mais la parution du second volume du livre qui traite, en 600 pages, de l’an 850 à l’an 1204, attendra 1950.
Il établit une section de L’Œuvre d’Orient en Belgique et au Luxembourg qui lui apportèrent le même concours fraternel. En 1949, il envoya Georges Marolleau au Canada et jusqu’au Mexique pour accomplir un travail identique.

### Centenaire de L’Œuvre d’Orient
Il avait fêté le cinquantième anniversaire de l’Œuvre des Écoles d’Orient en 1906, puis le quatre-vingtième en 1936. En le félicitant[De quoi ?][Quand ?], le cardinal Verdier, avait dit, « Vous en verrez le centenaire, Monseigneur. » « Et pourquoi pas, Éminence ? » avait-il répliqué. La prédiction devait se réaliser après pratiquement 60 ans de présence et de travail à L’Œuvre d’Orient. Charles Lagier fêtait le centenaire de « son » Œuvre d’Orient en conviant ses amis à une messe d’action de grâce à Notre-Dame de Paris.

## Publications
- L’Orient Chrétien des Apôtres jusqu'à Photius (de l’an 33 à l’an 850), 472 p, Paris 6, au Bureau de L’Œuvre d’Orient, 20, rue du Regard, Imprimé par TYP. Firmin-Didot & Cie, Mesnil, 1935, 1er volume[4].
  - Prix Verrière de l’Académie française en 1936

- L’Orient Chrétien de Photius à l’Empire latin de Constantinople (de l’an 850 à l’an 1204), 609 p, Paris 6, au Bureau de L’Œuvre d’Orient, 20, rue du Regard, imprimé par TYP. Firmin-Didot & Cie, Mesnil, 1950, second volume[5].
  - Prix d'Académie de l’Académie française en 1951

## Distinctions
- Protonotaire apostolique
- Chanoine d'honneur de Lille et de Gniezno
- Commandeur de la Légion d'honneur[9]
- Commandeur avec plaque du Nichan el Anouar
- Grand officier avec plaque de l'ordre équestre du Saint-Sépulcre
- Ordre du Mérite libanais de 1re classe